# Karisch

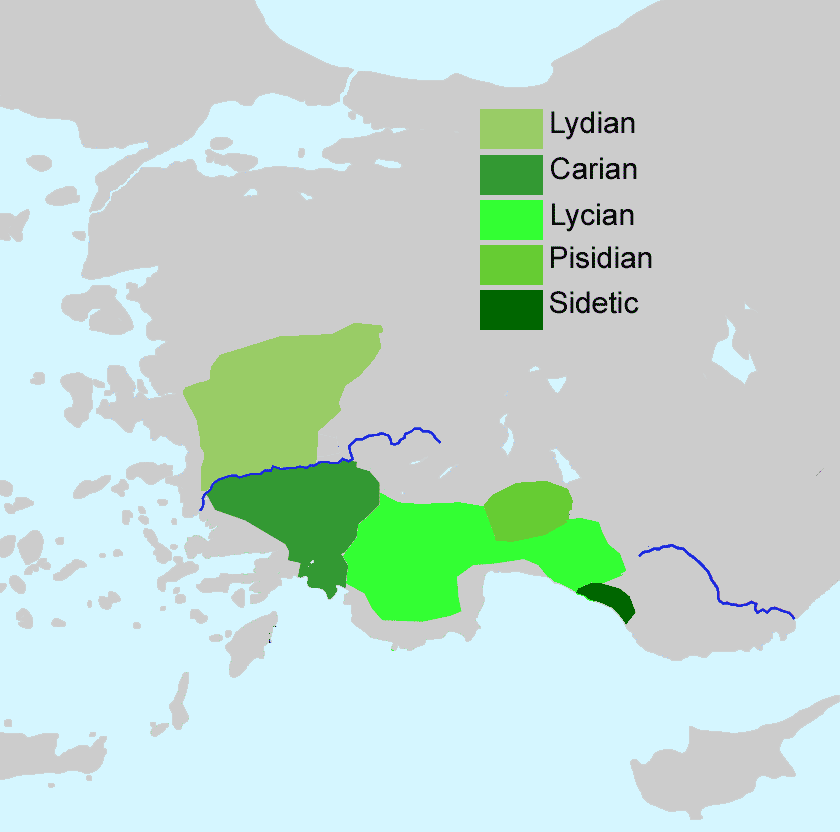
Karisch

Het Karisch of Carisch is een uitgestorven taal van de Anatolische tak van de Indo-Europese taalfamilie. De taal werd in het eerste millennium v.Chr. gesproken in Karië, een landstreek in het zuidwesten van Klein-Azië. De meeste teksten die in deze taal gevonden zijn komen uit het oude Egypte, waar Karische huurlingen in dienst van de farao's meer dan honderd grafschriften en vele voorbeelden van graffiti hebben nagelaten, die dateren van de 7e tot de 5e eeuw v.Chr. Ook in Karië zelf zijn een aantal teksten gevonden uit ca. de 6e tot 4e eeuw v.Chr.
Het Karisch werd geschreven in het Karische schrift, dat tot 1981 zonder ontcijfering bleef. In dat jaar wist de Egyptoloog John Ray aan de hand van tweetalige Oudegyptisch-Karische grafteksten inscripties in het Karisch deels te ontcijferen. Latere analyse heeft de geldigheid van Ray's werk bevestigd, hoewel er nog veel vragen zijn over de taal. Ray's werk heeft in elk geval geleid tot de bevestiging van het vermoeden dat Karisch een Anatolische taal is. Dit blijkt uit de suffix -s voor patroniemen en het betrekkelijk voornaamwoord xi.
Hettitisch · Karisch · Lycisch · Lydisch · Luwisch · Milyaans · Palaïsch · Pisidisch · Sidetisch